# Ficedula subrubra
Ficedula subrubra е вид птица от семейство Muscicapidae. Видът е световно застрашен, със статут Уязвим.

## Разпространение
Видът е разпространен в Индия, Непал, Пакистан и Шри Ланка.